# جيري دفوراك
جيري دفوراك (بالتشيكية: Jiří Dvořák)‏ هو ممثل تشيكي، ولد في 4 فبراير 1967 ببرنو في التشيك.

## وصلات خارجية
- جيري دفوراك على موقع IMDb (الإنجليزية)
- جيري دفوراك على موقع ميوزك برينز (الإنجليزية)
- جيري دفوراك على موقع قاعدة بيانات الفيلم (الإنجليزية)